# Henri Loevenbruck
Henri Loevenbruck (* 21. března 1972 Paříž) je francouzský autor fantasy. Spolu s přítelem založil tento novinář, hudebník a spisovatel Science-Fiction Magazine. Po třech letech práce na postu šéfredaktora časopisu se soustředil spíše na psaní románů a filmových scénářů. Přiznává svou náklonnost k investigativním thrillerům a žánru fantasy.
Je autorem celé řady knih, v češtině vyšly 2 fantasy trilogie Moira a Gallica.

## Dílo
Trilogie Moira má tři části:
- Vlčice a dívka (Albatros 2004), v originále La Louve et l'enfant (2001)
- Válka vlků (Albatros 2005), v originále La Guerre des loups (2001)
- Noc vlčice (Albatros 2005), v originále La Nuit de la louve (2002)

Trilogie Gallica volně navazuje na svět Moiry, skládá se taktéž ze tří románů:
- Syn lovce vlků (Albatros 2007), v originále Le Louvetier (2004)
- Hlas bájných stvoření (Albatros 2007), v originále La Voix des Brumes (2004)
- Osiřelé děti země (Albatros 2008), v originále Les Enfants de la veuve (2005)